# (534) Nassovia
(534) Nassovia és un asteroide pertanyent al cinturó d'asteroides descobert el 19 d'abril de 1904 per Raymond Smith Dugan des de l'observatori de Heidelberg-Königstuhl, Alemanya.
Està nomenat per la llatinització de la paraula Nassau, nom del primer edifici de la Universitat de Princeton.
Nassovia forma part de la família asteroidal de Coronis.